# Jennifer Stone

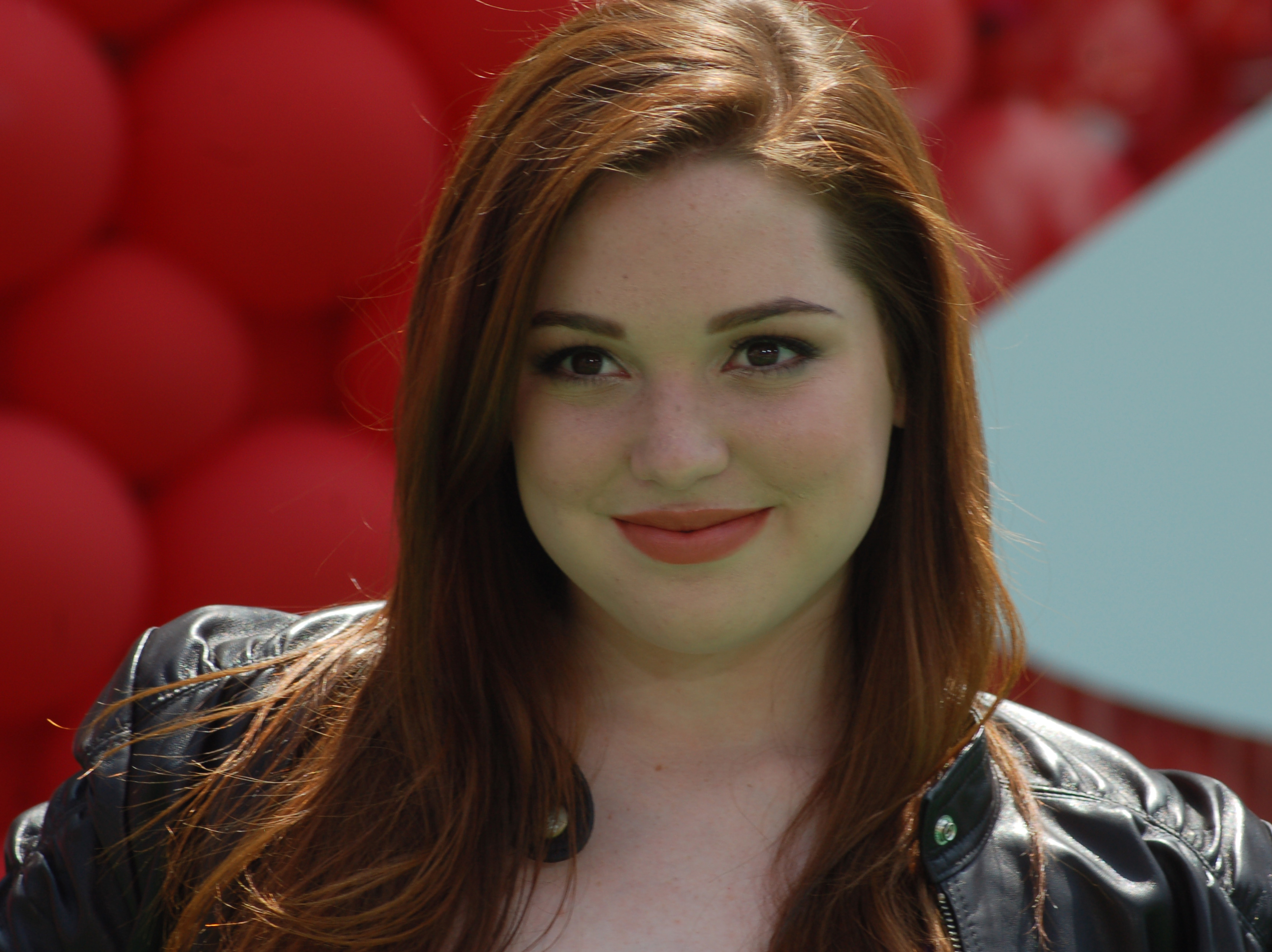
Stone na premiere do filme Up em 2009.

Jennifer Lindsay Stone (Arlington, 12 de fevereiro de 1993) é uma atriz norte-americana. É mais conhecida por interpretar o papel de Harper Finkle na série Os Feiticeiros de Waverly Place, da Disney.

## Carreira
Ela começou sua carreira nos palcos aos seis anos, depois de ver seu irmão numa produção teatral. Aos oito anos ela entrou numa agência, começando a fazer audições para comerciais. Ela recebeu uma nomeação por seu papel no filme Secondhand Lions e por aparecer como convidada em House M.D. Também fez uma aparição como convidada em Line of Fire e em Without a Trace. Em fevereiro de 2007, ela se tornou parte do elenco principal da série da Disney "Wizards of Waverly Place", como Harper. Em 2009 fez parte do elenco do filme Disney Channel, Dadnapped e depois em 2010 protagonizou o filme Harriet the Spy: Blog Wars
Como "cantora", Jennifer Stone até hoje só cantou uma pequena canção, para a série "Wizards of Waverly Place", onde canta com a atriz, cantora e compositora Selena Gomez, a "música" é comercializada somente na série e no episódio em si, mas quem sabe Jennifer Stone não vire mais uma cantora da Disney e futuramente uma das grandes popstars de Hollywood.

## Filmografia
| Ano  | Titulo                              | Personagem             | Notas                                  |
| ---- | ----------------------------------- | ---------------------- | -------------------------------------- |
| 2003 | Secondhand Lions                    | Martha                 | Debut                                  |
| 2009 | Dadnapped                           | Debbie                 | Voz, Filme Disney Channel              |
| 2009 | Wizards of Waverly Place: The Movie | Harper Jade Ann Finkle | Coadjuvante, Filme Disney Channel      |
| 2010 | Harriet the Spy: Blog Wars          | Harriet M. Welsch      | Protagonista, Filme Disney Channel     |
| 2011 | Mean Girls 2                        | Abby Hanover           | Elenco principal, filme para televisão |
| 2012 | Deadtime Stories: Grave Secrets     | Babysitter             |                                        |
| 2013 | Nothing Left to fear                | Mary                   |                                        |
| 2014 | High School Possession              | Chloe Mitchell         | Protagonista                           |

| Ano       | Titulo                                | Personagem      | Notas                                                                 |
| --------- | ------------------------------------- | --------------- | --------------------------------------------------------------------- |
| 2004      | Line of Fire                          | Lily O'Donnell  | "Mother and Child Reunion" (Temporada 1: Episódio 8)                  |
| 2005      | House M.D.                            | Jessica Simms   | "Heavy" (Temporada 1: Episódio 16)                                    |
| 2005      | Without a Trace                       | Brittany        | "The Innocents" (Temporada 4: Episódio 7)                             |
| 2007–2012 | Wizards of Waverly Place              | Harper Finkle   | Coadjuvante, Disney Channel Original Series                           |
| 2009      | Phineas and Ferb                      | Amanda          | Voz; "Phineas and Ferb's Quantum Boogaloo" (Temporada 2: Episódio 24) |
| 2009      | Wizards on Deck with Hannah Montana   | Harper Finkle   | Elenco de apoio                                                       |
| 2011      | Generator Rex                         | Beverly Holiday | Voz                                                                   |
| 2012      | Pair of Kings                         | Priscilla       | "Make Dirt, Not War" (Temporada 2: Episódio 22)                       |
| 2013      | Os Feiticeiros Rotornam: Alex vs Alex | Harper Finkle   | "Coadjuvante, Disney Channel Original Series                          |
| 2013      | Andrews VS. Smith                     | Lessie          | "Lessie Kiss of Andy" (Temporada 1: Episódio 10)                      |